# Buse de Patagonie
Buteo ventralis
Espèce
Statut de conservation UICN

 VU  : Vulnérable
Statut CITES
La Buse de Patagonie (Buteo ventralis) est une espèce de buse. Le terme buse est le nom vernaculaire donné à certains rapaces diurnes de la famille des Accipitridae.

## Répartition
Cette espèce se trouve au Chili et en Argentine.